# Matka Boží Vlachernská
Matka Boží Vlachernská (řecky: Theotokos z Blachernae Θεοτόκος των Βλαχερνών, Θεοτόκος η Βλαχερνίτισσα) nebo Panna Maria Blachernská (Παναγία η Βλαχερνίτισσα) je enkaustická ikona ze 7. století představující Přesvatou Bohorodici a věčně panenskou Marii, k jejíž cti byl v konstantinopolské čtvrti Vlacherny postaven Vlachernský chrám. Název Vlacherny nebo Blacherny je pravděpodobně odvozen od lidu jménem Vlach nebo Blach, kteří přišli do Konstantinopole z dolního Podunají, z Valašska.

## Historie ikony
Ikona Matka Boží Vlachernská patří k těm starobylým ikonám, jejichž vznik legenda připisuje evangelistovi Lukášovi. Ikona byla původně uchovávána v evangelistově vlasti Antiochii a poté byla přenesena do Jeruzaléma. Císařovna Eudokia ji v roce 439 převezla z Jeruzaléma do Konstantinopole spolu s dalšími křesťanskými relikviemi. Ikona byla darována Pulcherii, sestře císaře Theodosia II. a ta ji umístila ve Vlachernském chrámu, po kterém ikona dostala své jméno.
Ikona Matka Boží Vlachernská byla uctívaným palládiem města Konstantinopole a byzantských císařů. Podle svaté tradice byla ikona vyrobena z vosku spojeného s popelem křesťanských mučedníků, kteří byli zabiti v 4.-5. století.
V období obrazoborectví ikonu zazdili i s hořící lampádkou ve stěně monastýru Pantokrator, kde se nacházela přibližně 100 let. Ikona v úkrytu zůstala i během dobývání Konstantinopole křižáky.
O existenci Ikony dokládají svědectví ruští poutníci a Štěpán Novgorodský, který ve 14. století navštívil Konstantinopol, píše o slavnostních procesích konaných s Vlachernskou ikonou. Stejně jako mnoho jiných svatých předmětů byzantské tradice se ikona (nebo její opis) znovu objevila na hoře  Athos v polovině 17. století.

Athoští mniši poslali ikonu v roce 1653 do Moskvy jako dar caru Alexejovi I. Konstantinopolský obchodník Demetrios Costinari přivezl ikonu do Moskvy 16. října 1653 spolu s dopisem patriarchy Paisia I., který potvrdil pravost ikony. Car se s ním osobně setkal a poté nechal ikonu zasvětit v hlavním Uspenském chrámu a umístil ji naproti ikoně Matky Boží Vladimirské – palládia Ruska.
| „                                                  | Čistota lidského srdce se čeří kvůli neklidnému pohybu obrazů, jež vcházejí a vycházejí skrze smysly: zrak, sluch, hmat, chuť, čich a skrze slovo," říká svatý Antonín Veliký. Otcové pohlížejí na pět smyslů jako na svého druhu dveře duše: "Všechny dveře tvé duše, to jest smysly, pečlivě zavři a chraň", učí Avva Izaiáš, "aby skrze ně duše neodešla bloudit nebo do ní nepřišly světské záležitosti a slova." Kdo se modlí před ikonou a věří, že jeho tělo bude vzkříšeno v den soudu, ten je musí zachovávat neporušené a čisté od vší skvrny a nectnosti. | “ |
| — L.A.Uspenskij, Ikona – Okno do věčnosti, str.156 | |   |

Ikona Matka Boží Vlachernská se stala uctívanou přímluvkyní proti nepřátelským nájezdům: Alexej Michajlovič si ji ihned po jejím příjezdu do Moskvy vzal s sebou do války a po návratu ji podle Pavla Aleppského "nosil před sebou". Během smolenského tažení roku 1654 byla ikona umístěna naproti carovi v saních. Postupně však začalo její uctívání upadat a když v roce 1812 vstoupila napoleonská armáda do Moskvy, ikona nebyla z Uspenského chrámu evakuována a po válce byla nalezena poškozená.
Ikonu vsadili do nové cypřišové desky a ozdobili stříbrnou řízou a umístili ikonu nacházela v bočním Petropavlovském oltáři Uspenského chrámu. V roce 1918, po Říjnové revoluci, byla ikona přemístěna do chrámu Povýšení kříže na Vozdviženské ulici. V roce 1931 se Vlachernská ikona dostala do sbírek moskevských kremelských muzeí.

## Charakteristika
Rozměry ikony jsou 46 × 37,5 × 4 cm a patří k ikonografickému typu Odigitria. Je provedena technikou voskové práce, jedná se o reliéfní obraz. Pavel Aleppský, který navštívil Moskvu v roce 1655, o ní napsal: "K velkému překvapení pozorovatele ikona není namalována barvami, ale jakoby tělesně nebo zobrazena tmelem, neboť části jejího těla silně vystupují z povrchu desky a vzbuzují úctu... Je to, jako by byla ztělesněná".
Samotná vosková pasta je vyrobena "směsí svatých relikvií a dalších vonných látek", tj. ikona sama je jakýmsi relikviářem. Prameny z 19. století uvádějí, že mezi relikviemi použitými k napsání ikony byl popel mučedníků z Nikomédie – zahynuli roku 303 v Nikomédii (svátek 28. prosinec) a popel ctihodných otců na Sinaji a Raithe zabitých (svátek 14. leden).

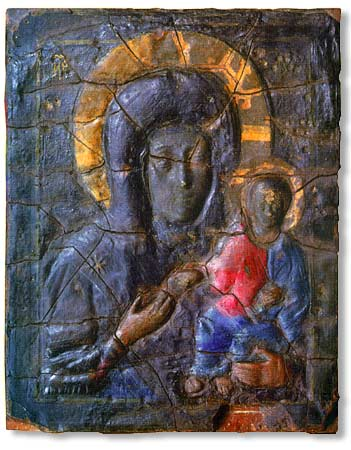
Stroganovovský opis ikony Matky Boží Vlachernské

Důkladné restaurování ikony v roce 1674 svědčí o jejím starobylém původu, ale její stáří se nepodařilo přesněji určit, neboť název ikony přivezené do Moskvy "Vlachernská" se objevuje až v polovině XVII. století v dopise patriarchy Paisije. Tímto epitetonem se v Byzanci obvykle označovaly obrazy ikonografického typu Oranta, jejichž mozaika podle N. P. Kondakova zdobila apsidu ve Vlachernském chrámu.

## Opisy
Existují tři moskevské opisy ikony, které vznikly v různých dobách:
1) opis patřící rodině Stroganovovů a od poloviny 18. století rodině Golicynů. Starobylý původ ikony je spojen s rodinnou legendou Stroganovovů a Golicynů, podle níž byla caru Alexeji Michajloviči přivezena z Konstantinopole ne jedna, ale dvě ikony; opis se nachází v Treťjakovské galerii
2) opis se nachází ve Vysokopetrovském monastýru
3) opis se nachází v muzeu Andreje Rublova

## Uctívání
Ikona Matka Boží Vlachernská je uctívána pravoslavnou církví 7. července – "Odigitria Vlachernská", přenesení na Rus roku 1654 a 5. velkopostní sobotu - akathistu; 2. července v den svátku Položení roucha Přesvaté Bohorodice ve Vlachernách (5. stol.). Již od byzantských dob je ikona pokládána za zázračnou ochranitelku. V roce 626, během obléhání Konstantinopole Peršany, Avary a Slovany, s ní patriarcha Sergios obcházel hradby Konstantinopole a podle Paschální kroniky nepřátelé ustoupili s tím, že na hradbách spatřili Matku Boží. Od té chvíle vznikla tradice nosit tuto ikonu každý rok v postní době z Vlachernského chrámu do císařského paláce, kde zůstávala až do pondělí Světlého týdne.